# Al-Mansur Ali II
Al-Mansur Ali II, död 1381, var en egyptisk regent. Han var sultan i mamlukdynastins Egypten mellan 1377 och 1381.